# Sławno (gmina, Poméranie-Occidentale)
Pour les articles homonymes, voir Sławno (homonymie).
Sławno est une gmina rurale du powiat de Sławno, Poméranie-Occidentale, dans le nord-ouest de la Pologne. Son siège est la ville de Sławno, bien qu'elle ne fasse pas partie du territoire de la gmina.
La gmina couvre une superficie de 284,2 km2 pour une population d'environ  8 857 habitants en 2019.

## Géographie
La gmina inclut les villages de Bobrowice, Bobrowiczki, Boleszewo, Boleszewo-Kolonia, Borzyszkowiec, Brzeście, Chomiec, Emilianowo, Graniczniak, Grzybno, Gwiazdówko, Gwiazdowo, Janiewice, Krakowiany, Kwasowo, Łany, Łętowo, Noskowo, Pątnowo, Pomiłowo, Przemysławiec, Radosław, Rzyszczewko, Rzyszczewo, Sławsko, Smardzewo, Stary Kraków, Tokary, Tychowo, Waliszewo, Warginia, Warszkówko, Warszkowo, Warszkowo-Kolonia, Wrześnica, Żabno, Żukówko et Żukowo.
La gmina borde la ville de Sławno et les gminy de Darłowo, Kępice, Kobylnica, Malechowo, Polanów et Postomino.